# Microcharon tantalus
Microcharon tantalus is een pissebed uit de familie Lepidocharontidae. De wetenschappelijke naam van de soort is voor het eerst geldig gepubliceerd in 1965 door Birstein & Ljovuschkin.